# Ivet Musons Gimeno
Ivet Musons Gimeno   (Sant Quirze del Vallès, 17 de juny de 1992) és un jugadora d'handbol catalana, que ocupa en la posició de lateral esquerra.
Va començar a competir a la categoria sènior amb l'Esportiu Castelldefels. L'estiu del 2013 va fitxar per l'Elx Mustang valencià, que havia quedat segon a la lliga aquella temporada.
Amb la selecció espanyola va debutar al 2017. El 2018 va ser convocada per jugar als Jocs Mediterranis de Tarragona on l'equip va guanyar la medalla d'or. Durant la disputa d'un partit en aquell torneig, va patir un trencament dels lligaments encreuats del genoll. Aquesta greu lesió la van mantenir apartada de les pistes durant 14 mesos.
També ha competit amb la modalitat de handbol platja, on es va proclamar campiona del món el 2013.